# Александрово (област Шумен)
 За останалите български села с това име вижте Александрово.  
Александрово е село в Североизточна България. То се намира в община Смядово, област Шумен.

## География
Село Александрово се намира в планински район. Наблизо има язовир и възможности за прокарване на екопътеки и за почивки сред природата.

## История
Старото име на селото е Черкез кьой, което означава „Черкезкото село“. То е изцяло заселено с черкези, които бягат от Русия след края на Кримската война (1856 г.). Приети са от правителството на Османската империя и с политическа цел са заселени сред компактни маси от българско население. В съседните български села Веселиново и Риш и днес се разказват истории за жестокостите, на които е било подложено българското население от страна на черкезите. Убийствата и грабежите са само малка част от насилието и зверствата извършвани от тях.
След Руско-турската освободителна война от 1877 – 1878 г. жителите му черкези се изселват в Турция под страх от предстоящо възмездие и към 1880 г. селото е пусто. Заселено изцяло от българи, то е преименувано на Александрово през 1882 г. в чест на цар Александър II Николаевич, освободител на България от османска власт.
Според легендата, първият български заселник на село Александрово е бъчвар на име Начо, преселил се от търговищкото село Звезда заради многото дървесина в този район. Преди това преселилите се родове,  се преселват в село Звезда от балканджийските села в района на Велико Търново и Горна Оряховица. Т.е. произходът на първите заселили се българи в село Александрово можем да търсим в балканските села в района на Велико Търново и Горна Оряховица. По-късно в селото се заселват и българи от други краища, включително бежанци от Одринска Тракия.

## Население
Численост на населението според преброяванията през годините:
| \| Година на преброяване \| Численост \| \| --------------------- \| --------- \| \| 1934 \| 579 \| \| 1946 \| 670 \| \| 1956 \| 543 \| \| 1965 \| 363 \| \| 1975 \| 233 \| \| 1985 \| 149 \| \| 1992 \| 136 \| \| 2001 \| 111 \| \| 2011 \| 75 \| \| 2021 \| 58 \| |           |
| Година на преброяване | Численост |
| 1934 | 579       |
| 1946 | 670       |
| 1956 | 543       |
| 1965 | 363       |
| 1975 | 233       |
| 1985 | 149       |
| 1992 | 136       |
| 2001 | 111       |
| 2011 | 75        |
| 2021 | 58        |

### Етнически състав

#### Преброяване на населението през 2011 г.
Численост и дял на етническите групи според преброяването на населението през 2011 г.:
|                     | Численост | Дял (в %) |
| Общо                | 75        | 100.00    |
| Българи             | 68        | 90.66     |
| Турци               | 6         | 8.00      |
| Цигани              | –         | –         |
| Други               | –         | –         |
| Не се самоопределят | –         | –         |
| Неотговорили        | 1         | 1.33      |

## Културни и природни забележителности
Над селото се намират останки от стар манастир. В последните години селото се е ориентирало към селския туризъм.